# Parania pulchra
Parania pulchra är en stekelart som beskrevs av Dasch 1984. Parania pulchra ingår i släktet Parania och familjen brokparasitsteklar. Inga underarter finns listade i Catalogue of Life.